# تپه فرخار
تپه فرخار مربوط به دوره سلجوقی است و در شهرستان فریمان واقع شده و این اثر در تاریخ ۱ آذر ۱۳۸۸ با شمارهٔ ثبت ۲۸۱۱۵ به‌عنوان یکی از آثار ملی ایران به ثبت رسیده‌است.